# Carlo Manenti
Carlo Manenti (San Quirico d'Orcia, 7 settembre 1860 – San Quirico d'Orcia, 16 gennaio 1929) è stato un giurista italiano.
Nato in una città in provincia di Siena, si laurea nell'università di Siena nel 1882, sette anni più tardi ottiene l'abilitazione all'insegnamento del diritto romano e nel 1890 consegue invece l'abilitazione all'insegnamento del diritto ecclesiastico, questa volta all'università di Napoli. Si sposta all'università di Macerata, dove diviene professore incaricato in diritto romano nel 1889, professore straordinario nel 1890 e professore ordinario nel 1894. Dopo aver vinto dei concorsi pubblici, svolge la libera docenza nelle università di Genova, in quella di Messina e anche in quella di Siena, dove ritorna nel 1906 e nella cui università mantiene la cattedra di diritto civile fino al 1929.